# Ark of Time
Ark of Time est un jeu vidéo d'aventure publié en 1997. Il est développé par Trecision. À l'origine, le jeu est édité et distribué en Europe par International Computer Entertainment.

## Système de jeu
Le joueur contrôle Richard, un reporter à la recherche d'un professeur. Cette recherche l'emmène à travers l'emmène et dans les mystère de l'Atlantide. Ark of Time est un jeu d'aventure à la troisième personne en pointer-et-cliquer.

## Accueil
Le site Adventure Gamers attribue au jeu 3,5/5, le testeur indiquant que « c'est le pire jeu [qu'il a] pu totalement apprécier ». GameSpot lui attribue un 6,3/10, expliquant que Ark of Time n'est « ni révolutionnaire, ni novateur ».